# NGC 3654
NGC 3654 ist eine spiralförmige Radiogalaxie vom Hubble-Typ SBbc im Sternbild Großer Bär am Nordsternhimmel. Sie ist schätzungsweise 75 Millionen Lichtjahre von der Milchstraße entfernt und hat einen Durchmesser von etwa 55.000 Lichtjahren. Vom Sonnensystem aus entfernt sich das Objekt mit einer errechneten Radialgeschwindigkeit von näherungsweise 1.600 Kilometern pro Sekunde. Die Entfernungsmessungen basierend auf den Radialgeschwindigkeiten stimmen nicht mit den rotverschiebungsunabhängigen Entfernungsschätzungen von 109 ± 26 Millionen Lichtjahren überein.
Im selben Himmelsareal befinden sich unter anderem die Galaxien PGC 34774, PGC 34809, PGC 34869, PGC 2729594.
Das Objekt wurde am 6. April 1793 von Wilhelm Herschel entdeckt.